# Вечерна поща (1901 – 1914)
„Вечерна поща“ е информационен всекидневник от началото на ХХ век, излизал в София.
Той е вестник за политика, литература, индустрия и икономия. Започва да се издава от Наум Тюфекчиев и Стоян Шангов в 1900, като излиза до 1914 година. Създаден е по инициатива на Борис Сарафов и доктор Никола Генадиев с цел подпомагане на македонската кауза.
Негов първи главен редактор е Стоян Шангов. До 11 януари 1902 г. се издава 3-4 пъти седмично (в понеделник, вторник, четвъртък и събота), а от тази дата нататък става ежедневник. Първоначалното мото на вестника е: „Вестник „Вечерна поща“ за политика, литература, икономия и индустрия“, но впоследствие се променя на „Новини от цял свят“. По-късно като съдружници във вестника влизат Ставре Наумов и Петър Михайлов. Русофобите Михайлов и Наумов, подкрепени от Симеон Радев по това време репортер на вестника и от Никола Генадиев, влизат в конфликт с яркия русофил Шангов. На 19 октомври 1908 година Шангов не е допуснат до редакцията на вестника от няколко въоръжени лица и е заменен като главен редактор от Радев. Радев е главен редактор до 1909 година, когато е заменен от Петър Н. Даскалов. Вестникът е с тираж 10 000 екземпляра. „Вечерна поща“ е вторият вестник в България, който провежда официалната линия на правителството на Димитър Петков.
Вестникът има голяма тежест в обществото, като с това се е съобразявал дори Фердинанд I. Според изследователя на българския печат доктор Борис Андреев, за времето си „Вечерна поща“ е водещ вестник на Балканите. Вестникът е определян за най-добрия независим български вестник за времето си.
Други редактори на вестника са Ставре Наумов, Петър Михайлов, Петър Даскалов, Матей Геров, Иван Коларов, Ради Радев, Емил Козак - Чермак, Димитър Михалчев, Никола Милев, Димитър Константинов, Александър Божинов и Иван Славов.
След изгонването си Шангов започва да издава свой вестник под същото име – „Вечерна поща“, наричан „Шангова Вечерна поща“ и „Вечерна поща“ започва да е наричана „Наумова Вечерна поща“. След раздялата започва упадъкът на вестника, засилил се с напускането на Радев. И двете издания намаляват цената си от 10 на 5 стотинки. В 1914 година Наумова поща минава в ръцете на печатаря Петър Глушков. Наумов остава известно време редактор, но по-късно е уволнен. Вестник „Дневник“ подкопава позициите на „Вечерна поща“ и в София, и в провинцията и вестникът спира.